# Terzan 1
Terzan 1 ist ein rund 21.800 Lichtjahre entfernter Kugelsternhaufen im Sternbild Skorpion, der im Jahr 1966 von dem Astronomen Agop Terzan entdeckt wurde.